# Istiodactylidae
De Istiodactylidae zijn een groep pterosauriërs behorend tot de Pterodactyloidea.
In 2001 benoemden Stafford Howse, Andrew Milner en David Martill een familie Istiodactylidae om Istiodactylus een plaats te geven.
De eerste definitie als klade was in 2005 door Wang Xiaolin, Alexander Kellner, Zhou Zhonge en Diogenes de Almeida Campos: de groep bestaande uit de laatste gemeenschappelijke voorouder van Istiodactylus latidens Seeley 1901 en Nurhachius ignaciobritoi Wang et al. 2005; en al zijn afstammelingen.
De Istiodactylidae omvatten de Istiodactylinae. Ze bestaan uit middelgrote soorten uit het Krijt die zich kenmerken door korte robuuste afgeplatte tanden.